# Skolobiv, Cervonoarmiisk
Skolobiv (în ucraineană Сколобів) este un sat în comuna Koșelivka din raionul Cervonoarmiisk, regiunea Jîtomîr, Ucraina.

## Demografie
Componența lingvistică a localității Skolobiv
     Ucraineană (99,72%)
     Alte limbi (0,28%)
Conform recensământului din 2001, majoritatea populației localității Skolobiv era vorbitoare de ucraineană (99,72%), existând în minoritate și vorbitori de alte limbi.